# ATK (サッカークラブ)
ATK（エー・ティー・ケー）は、インド・西ベンガル州・コルカタをホームタウンとし、インドプロサッカーリーグ（インディアン・スーパーリーグ）に加盟していたプロサッカークラブ。2016年シーズンまでの旧称は、アトレティコ・デ・コルカタ（英語: Atletico de Kolkata）。

## 歴史
インディアン・スーパーリーグ（ISL）開幕時の加盟クラブの一つ。2014年4月、スペイン・リーガ・エスパニョーラのアトレティコ・マドリードが経営参加を表明し、翌5月、アトレティコ・デ・コルカタとして、正式に発足した。
2014年シーズン、レギュラーシーズンを3位で終え、上位4チームに与えられるファイナルシリーズを勝ち上がると、決勝では、ケーララ・ブラスターズFCに1-0で勝利し、リーグ初制覇を成し遂げた。2016年シーズンには、2度目のリーグ優勝を達成した。
2017年、アトレティコ・マドリードが経営から撤退したことで、クラブ名がATKと改称された。
2020年1月、チームの株主であるRPSGグループが、同じくコルカタを本拠地とするIリーグのモフン・バガンの株式を80%取得したことで、両チームの合併が決定。モフン・バガンがATKを吸収する形となったことで、2019-20シーズンをもって6年間の活動を終えることとなった。2020年3月14日、プレーオフ決勝戦で、チェンナイインFCを3-1で下し、最後のシーズンを3季ぶり、3度目の優勝で締めくくった。なお、この優勝により出場資格を得たAFCカップは、新チーム、ATKモフン・バガンFCとして臨むこととなった。

## 過去の成績
| シーズン | リーグ | 順位 | 試 | 勝 | 分 | 敗 | 得 | 失 | 差  | 点 |
| -------- | ------ | ---- | -- | -- | -- | -- | -- | -- | --- | -- |
| 2014     | ISL    | 3位  | 14 | 4  | 7  | 3  | 16 | 13 | +3  | 19 |
| 2015     | ISL    | 2位  | 14 | 7  | 2  | 5  | 26 | 17 | +9  | 23 |
| 2016     | ISL    | 4位  | 14 | 4  | 8  | 2  | 16 | 14 | +2  | 20 |
| 2017-18  | ISL    | 9位  | 18 | 4  | 4  | 10 | 16 | 30 | −14 | 16 |
| 2018-19  | ISL    | 6位  | 18 | 6  | 6  | 6  | 18 | 22 | −4  | 24 |
| 2019-20  | ISL    | 2位  | 18 | 10 | 4  | 4  | 33 | 16 | +17 | 34 |

## メーカー・スポンサー
| 期間      | メーカー | シャツスポンサー |
| --------- | -------- | ---------------- |
| 2014-2015 | Umbro    | Aircel           |
| 2015-2017 | NIVIA    | Birla Tyres      |
| 2017-2019 | NIVIA    | CESC Limited     |
| 2019-2020 | NIVIA    | —                |

## 歴代監督
- アントニオ・ロペス・アバス 2014-2015
- ホセ・フランシスコ・モリーナ 2016
- テディ・シェリンガム 2017-2018
- ロビー・キーン (選手兼任) 2018
- スティーヴ・コッペル 2018-2019
- アントニオ・ロペス・アバス 2019-2020

## 歴代所属選手

### GK
- スブハシシュ・ロイ・チョウドフリー 2014
- アプラ・エデル 2014

### DF
- ホセ・ミゲル・ゴンサレス・レイ 2014-2015

### MF
- ボルハ・フェルナンデス 2014, 2015
- バルミロ・ロペス・ロチャ 2015
- ルイス・ガルシア (1978年生のサッカー選手) 2014
- ハイメ・ガビラン 2015
- クリフォード・ミランダ 2015-2016

### FW
- エルデル・ポスティガ 2015, 2016
- ロビー・キーン 2017-2018
- ロイ・クリシュナ 2019-2020